# Gran Premio Industria e Commercio di Prato 1984
Il Gran Premio Industria e Commercio di Prato 1984, trentanovesima edizione della corsa, si svolse il 30 settembre 1984 su un percorso di 222 km, con arrivo a Prato. Fu vinto dall'italiano Pierino Gavazzi dell'Atala-Campagnolo davanti al suo connazionale Dario Mariuzzo e allo svizzero Leo Schönenberger.

## Ordine d'arrivo (Top 10)
| Pos. | Corridore          | Squadra                  | Tempo     |
| ---- | ------------------ | ------------------------ | --------- |
| 1    | Pierino Gavazzi    | Atala-Campagnolo         | 6h24'00"" |
| 2    | Dario Mariuzzo     | Sammontana-Campagnolo    |           |
| 3    | Leo Schönenberger  | Dromedario-Alan-Sidermec |           |
| 4    | Giovanni Mantovani | Malvor-Bottecchia        |           |
| 5    | Franco Pica        | Santini-Conti-Galli      |           |
| 6    | Ezio Moroni        | Atala-Campagnolo         |           |
| 7    | Davide Cassani     | Santini-Conti-Galli      |           |
| 8    | Daniel Wyder       | Cilo-Aufina              |           |
| 9    | Alberto Volpi      | Bianchi-Piaggio          |           |
| 10   | Marino Amadori     | Alfa Lum-Olmo            |           |